# Прощання з Каїром
«Прощання з Каїром» — український драматичний 2-серійний телефільм, знятий режисером Олегом Біймою на кіностудії «Укртелефільм» за участі «Української незалежної ТБ-Корпорації» та Центру сучасного мистецтва «Брама». Сюжет мінісеріалу базується на романі Володимира Яворівського «Варвара серед варварів».
Вперше мінісеріал транслювали на телеканалі «Інтер» 24 серпня 2002 року.

## Синопсис
Колись щаслива пара медсестра Варвара і пожежник Варфоломій давно живуть меркантильним життям, в якому немає місця коханню. Варфоломій зайнятий справами, Варвара з сином їдуть до Каїра, де знайомляться з Георгієм. У Варвари з ним зав'язується роман. Деякий час по тому Варфоломія викрадають за наказом якогось Гоги, а Варвара з дитиною потрапляють до рук Сікача, який розраховує на солідний викуп і закриває їх у себе на квартирі. Варварі вдається втекти, проте її переслідують смерті близьких і знайомих людей. Варфоломій так само тікає від своїх охоронців, при цьому отримує вогнепальне поранення в ногу. Допомагає йому Марія, жінка з рушницею, що веде відокремлений спосіб життя. Варфоломія знову ловлять і піддають тортурам. Марія стріляє в бандитів. Разом з убитими злочинцями вмирає і Варфоломій. Зневірена Варвара приходить додому до Георгія, який виявляється тим самим бандитом Гогою. Проте, він також мертвий. Вбивця — його коханка, яку той використовував для упіймання Варфоломія.

## Творча команда
- Продюсер: Ігор Цішкевич
- Режисер: Олег Бійма
- Сценарист: Олег Бійма
- Оператори: Лесь Зоценко
- Композитор: Володимир Гронський
- Звукорежисери: Олександр Ренков, В'ячеслав Щербак
- Монтажери: Клавдія Копейкіна, Галина Котлярова
- Костюмер: Надія Коваленко
- Гример: Олена Богомольникова

## У ролях
| Актор               | Роль                      |
| ------------------- | ------------------------- |
| Олена Сікорська     | медсестра Варвара         |
| Олексій Богданович  | пожежник Варфоломій       |
| Андрій Цішкевич     | Андрій                    |
| Сергій Романюк      | Георгій Васильович / Гога |
| Тетяна Кобзар       | Марія доросла             |
| Світлана Прус       | Віка                      |
| Валерій Невєдров    | Сікач                     |
| Світлана Штанько    | Віра                      |
| Оксана Батько-Нищук | Марія замолоду            |
| Євген Нищук         | Василь                    |
| Сергій Марченко     | Лисий                     |
| Володимир Абазопуло | Сфінкс                    |
| Володимир Іллєнко   | Амбал                     |
| Володимир Ямненко   | водій                     |
| Леонід Марченко     | Вампір                    |

А також: Світлана Автухова, Андрій Баса, Микола Венгерський.

## Виробництво
Сюжет мінісеріалу базується на романі Володимира Яворівського «Варвара серед варварів».
Виробництвом мінісеріалу займалися кіностудії «Укртелефільм», «Українська незалежна ТБ-Корпорація» та Центр сучасного мистецтва «Брама» на замовлення телеканалу «Інтер».

## Реліз
У травні 2002 року відбулася презентація мінісеріалу Прощання з Каїром в київському Домі кіно. Повноцінна прем'єра мінісеріалу вперше відбулася на телеканалі «Інтер» 24 серпня 2002 року.

## Відгуки кінокритиків
Після прем'єри мінісеріалу у 2002 році, кінокритик Дмитро Десятерик мав претензії до нього навіть на технічному рівні: за його словами «фільм дуже блідо, невиразно озвучений. Герої говорять [українською] так, начебто ти перебуваєш на робочому читанні нескінченної п'єси. [Українська] мова їхня пересипана ходульними реченнями, штампованими виразами загрози чи ніжності, гіркоти чи захоплення».